# Ignatius Paul Pinto
Ignatius Paul Pinto (* 18. Mai 1925 in Bantval, Britisch-Indien; † 8. Februar 2023 in Bengaluru) war ein indischer Geistlicher und römisch-katholischer Erzbischof von Bangalore.

## Leben
Ignatius Paul Pinto besuchte das St. Joseph’s College in Bangalore und das Loyola College in Madras. Anschließend studierte er Philosophie und Katholische Theologie am Priesterseminar St. Mary in Bangalore und am päpstlichen Priesterseminar in Kandy in Ceylon. Am 24. August 1952 empfing er das Sakrament der Priesterweihe für das Bistum Bangalore (später: Erzbistum Bangalore).
Pinto war zunächst als Pfarrvikar der Pfarrei Our Lady of Mount Carmel in Mariapura sowie als Dozent am Priesterseminar St. Mary in Bangalore und als persönlicher Sekretär des Erzbischofs von Bangalore, Thomas Pothacamury, tätig, bevor er 1954 Pfarrvikar der Pfarrei Our Lady of Victories in Champion Reefs wurde. Nachdem Pinto von 1956 bis 1957 erneut kurzzeitig als persönlicher Sekretär des Erzbischofs von Bangalore gewirkt hatte, absolvierte er in Madras weiterführende Studien im Fach Personalmanagement. 1960 kehrte er in seine Heimatdiözese zurück, wo er Kanzler der Kurie und abermals Sekretär des Erzbischofs wurde. Anschließend war Pinto Direktor der St. Joseph’s School in Bangalore (1961–1970) und des St. Aloysius Junior College im Stadtteil Cox Town (1971–1978). Daneben gehörte er ab 1968 dem Priesterrat und ab 1972 dem Konsultorenkollegium des Erzbistums Bangalore an. Außerdem fungierte er von 1962 bis 1981 als Sekretär der erzbischöflichen Bildungskommission und der All India Association of Catholic Schools im Bundesstaat Karnataka. Von 1978 bis 1986 war er Pfarrer der Kathedrale St. Francis Xavier in Bangalore. 1986 leitete Pinto während der Zeit der Sedisvakanz das Erzbistum Bangalore als Diözesanadministrator. Danach wurde er Generalvikar.
Papst Johannes Paul II. ernannte ihn am 14. November 1988 zum ersten Bischof des mit gleichem Datum errichteten Bistums Shimoga. Der Erzbischof von Bangalore, Alphonsus Mathias, spendete ihm am 31. Januar 1989 in der Kathedrale Sacred Heart in Shimoga die Bischofsweihe; Mitkonsekratoren waren John Baptist Sequeira, Bischof von Chikmagalur, und Maxwell Valentine Noronha, Bischof von Calicut. Sein Wahlspruch Ora et labora („Bete und arbeite“) ist das Motto der Benediktiner. Von 1994 bis 1998 fungierte Pinto zudem als Generalsekretär der Katholischen Bischofskonferenz von Indien.
Am 10. September 1998 bestellte ihn Papst Johannes Paul II. zum Erzbischof von Bangalore. Die Amtseinführung erfolgte am 25. November desselben Jahres.
Papst Johannes Paul II. nahm am 22. Juli 2004 das von Ignatius Paul Pinto aus Altersgründen vorgebrachte Rücktrittsgesuch an. Pinto starb im Februar 2023 in einem Seniorenheim der Little Sisters of the Poor in Bengaluru und wurde in Kathedrale St. Francis Xavier beigesetzt.